# Seed of Chucky
Seed of Chucky (prt: A Semente de Chucky; bra: O Filho de Chucky) é um filme estadunidense de 2004, dos gêneros terror e fantasia, dirigido por Don Mancini, em sua estreia na direção.
É a sequência de A Noiva de Chucky (1998), sendo o quinto filme da franquia sobre o personagem Chucky e o primeiro a ser distribuído por outra empresa que não a Universal Pictures desde Child's Play, de 1988. 
O filme, rodado na Romênia, continua a evolução da série do gênero de terror puro dos três primeiros filmes para uma comédia de terror híbrida, estilo esse que se iniciou com A Noiva de Chucky. Foi o último filme da série Child's Play de continuidade original a ser lançado nos cinemas, com os outros futuros lançamentos da franquia sendo lançados diretamente em DVD (A Maldição de Chucky e Cult of Chucky); em 2019, um remake do primeiro filme da série foi lançado nos cinemas.

## Enredo
Seis anos depois dos acontecimentos do filme anterior, Glen, o benevolente filho de Chucky e Tiffany, tem um pesadelo no qual ele mata os pais de uma menininha. Nos dias atuais, ele está vivendo de forma vergonhosa, sendo abusado como um manequim de um ventríloquo. Ao ser trancado em uma gaiola depois de ser forçado a se apresentar em um concurso de ventriloquismo, Glen vê uma prévia na televisão de um novo filme de terror estrelado pela atriz Jennifer Tilly chamado "Chucky Goes Psycho", baseado na macabra ocorrência de 1998 onde Chucky e Tiffany tentaram possuir os corpos de um jovem casal; ao ver que os bonecos originais do ocorrido, Chucky e Tiffany, são utilizados pela produção para as filmagens, Glen percebe que os dois são os seus verdadeiros pais após notar uma inscrição "Made in Japan" no pulso de Chucky na TV, que é idêntica à sua.
Desesperado para conhecer seus pais, Glen consegue escapar de seu dono abusivo e se envia pelo correio para Hollywood para encontrar Chucky e Tiffany. Ao chegar no almoxarifado do estúdio de "Chucky Goes Psycho", Glen finalmente avista seus pais, agora inanimados; Glen usa o amuleto mágico de vodu "deixado" por seus pais quando nasceu para fazê-los viver novamente. De volta à vida, Chucky se surpreende ao ver que tem um filho, mas Tiffany fica muito feliz e abraça Glen. Quando um marionetista da produção chega para desmontar Tiffany, o casal de bonecos decapitam o homem com um fio de piano e os dois se beijam novamente para comemorar sua ressurreição. A atriz Jennifer Tilly encontra o corpo decapitado e chama a polícia; Chucky, Tiffany e Glen voltam para casa com ela escondidos em sua limusine.
Tendo testemunhado seus pais matando o marionetista, Glen pergunta por que eles matam as pessoas, já que ele aprendeu que a violência é ruim; Chucky responde que isso os "ajuda a relaxar", por outro lado Tiffany, sentindo a sua responsabilidade maternal, concorda com Glen e força Chucky a concordar em parar de matar pessoas por causa de seu filho. Chucky promete fazer isso, mas cruza os dedos atrás das costas na esperança de fazer com que Tiffany cale a boca em meio à discussão.
Jennifer tenta conseguir um papel como a Virgem Maria em uma produção dirigida por Redman, mas ele a diz que ela não está apta para o papel, ela então o convida para sua casa para seduzi-lo; Chucky e Tiffany fazem planos para transferir suas almas para Redman e Jennifer. Quando Jennifer e Redman começam a namorar na casa da atriz, Tiffany os golpeia por trás com um troféu de Jennifer, fazendo Redman desmaiar. A fim de criar um terceiro corpo para transferir Glen, Tiffany insemina Jennifer com o sêmen de Chucky.
Chucky leva Glen em um passeio de carro. Depois de jogar o carro de Britney Spears em um abismo, matando-a, eles vão para o estúdio do fotógrafo Pete Peters; Peters havia tirado fotos comprometedoras de Tilly beijando Redman e de Chucky se masturbando anteriormente e se prepara para revela-las. Quando Glen tenta avisar Peters que Chucky está prestes a atacar, Peters esbarra em uma prateleira, fazendo um frasco de ácido sulfúrico cair em sua cabeça, acidentalmente matando-o. Chucky, radiante de orgulho, acredita que Glen fez isso de propósito e tira uma foto para comemorar, para o desalento de Glen.
Jennifer acorda na manhã seguinte, percebendo que está grávida e afirma que Redman é o pai da criança. Quando ele nega isso, Tiffany o mata de raiva após ele revelar para Jennifer que não poderia mais a escalar para o papel de Virgem Maria porque queria uma mulher "mais gostosa". Já no dia seguinte, Jennifer acorda e vê em seu espelho que sua barriga cresceu rapidamente, uma consequência da magia vodu usada por Tiffany para acelerar a gravidez; Chucky ataca e captura Jennifer durante um telefonema. Seu motorista, Stan, também é capturado, servindo como substituto para a possessão de Chucky devido à morte de Redman. A assistente de Jennifer, Joan, chega na casa e tenta salva-los, mas ela é morta pela irmã gêmea assassina de Glen, Glenda, cuja alma tomou conta do corpo de Glen. Tiffany, após perceber isso, da um tapa no rosto de Glenda e ordena que ela saia do corpo de Glen, que volta ao seu estado normal e fica horrorizado com o que aconteceu.
Depois que Jennifer dá à luz a gêmeos, um menino e uma menina, Chucky tem uma epifania: depois de anos como um infame boneco assassino, ele finalmente aceita suas circunstâncias. Desgostosa, Tiffany rejeita Chucky e decide levar Glen com ela; enfurecido, Chucky tenta jogar uma faca em Jennifer para impedir Tiffany de transferir sua alma para dentro de seu corpo e deixá-lo, mas Stan pula no momento exato para salvá-la sendo atingido pela faca, morrendo logo após dizer a Jennifer que a ama; a polícia chega, obrigando os bonecos a fugir.
Jennifer é levada às pressas para o hospital e afirma que quer ver seus bebês. Tiffany, escondida no quarto, droga Jennifer e começa a possuí-la, mas Chucky invade o hospital e mata Tiffany com um machado. Antes de Tiffany morrer, ela diz a Glen para não cometer os mesmos erros que ela e Chucky fizeram. Devastado, Glen desafia Chucky para uma luta; Jennifer, que assiste tudo, consegue passar o machado de Chucky para Glen e ele apunhala Chucky. Chucky pensa que Glenda está no corpo de seu filho de novo, mas Glen revela que é ele mesmo, mostrando ser finalmente capaz de matar como Chucky ensinou, esquartejando seu pai em vingança pela morte de sua mãe; Chucky logo parabeniza Glen antes dele finalmente degola-lo. Percebendo o que ele tinha feito, Glen sofre um colapso emocional enquanto Jennifer o conforta após ver tudo.
Cinco anos depois, em uma festa de aniversário para os filhos de Jennifer, uma babá deixa o emprego porque a filha de Jennifer, Glenda, a assusta; Jennifer inicialmente deixa a babá ir embora, mas depois a espanca até a morte com a boneca de Tiffany que ela passou a guardar; os olhos de Jennifer então ficam esverdeados, revelando que Tiffany foi bem sucedida em transferir sua alma para o corpo de Jennifer. Glen, que agora está no corpo de um dos bebês que Jennifer teve, ganha mais um presente de aniversário e abre a caixa, deparando-se com o braço cortado de Chucky, que subitamente o agarra antes da tela escurecer enquanto sua infame risada é ouvida.

## Elenco
- Jennifer Tilly como ela mesma / voz de Tiffany Valentine[9]
- Brad Dourif como a voz de Chucky[9]
- Billy Boyd como a voz de Glen e Glenda[10]
  - Beans El-Balawi como Glen humano[9]
  - Kristina Hewitt como Glenda humana[9]
- Redman como ele mesmo[9]
- Hannah Spearritt como Joan[9]
- Steve Lawton como Stan[9]
- John Waters como Pete Peters[9]
- Jason Flemyng como ele mesmo (intérprete do homem vestido de Papai Noel em "Chucky Goes Psycho")[9]
- Tony Gardner como ele mesmo[9]
- Keith-Lee Castle como o ventríloquo dono de Glen/Glenda no início do filme[9]
- Rebecca Santos como Fulvia
- Betty Simons-Denville como Cláudia, a menina dos pesadelos de Glen/Glenda
- Simon James Morgan como o pai de Claudia
- Stephanie Chambers como a mãe de Claudia[9]
- Nadia Dina Ariqat como Britney Spears

## Produção
O projeto de um novo filme do personagem Chucky começou em 18 de outubro de 1998, apenas dois dias após o lançamento bem-sucedido de A Noiva de Chucky; Ronny Yu, que havia dirigido o filme anterior, foi convidado novamente para dirigir a sequência, mas ele não aceitou participar da produção devido a conflitos em sua agenda.
Don Mancini, que é homossexual e estava interessado em explorar temas relacionados ao mundo LGBT num eventual próximo filme, decidiu escrever um roteiro inspirado no clássico cult de 1953 Glen or Glenda, no qual o filho de Chucky seria um ser inocente que sofre de disforia de gênero. Ele também decidiu continuar com o estilo humorístico na sequência depois de considerar que notórios vilões do gênero terror como Michael Myers, Jason Voorhees e Freddy Krueger se tornaram menos assustadores devido sua rápida familiaridade com o público. A Universal Pictures, que havia distribuído os três filmes anteriores e esperava uma sequência de terror mais assustadora com o filho de Chucky sendo um vilão assassino, rejeitou o roteiro alegando que "era muito gay"; a produção finalmente foi retomada quando o projeto foi aprovado pela Focus Features, uma divisão da Universal, após considerarem o lançamento bem-sucedido do filme independente Cabin Fever em 2003.
Mancini afirmou em um podcast que Redman aceitou seu papel como o diretor do filme da Virgem Maria após uma recusa de Quentin Tarantino. Seed of Chucky foi filmado quase por inteiro na Romênia. Todos os efeitos dos bonecos animatrônicos e de maquiagem do filme ficaram responsáveis pelo designer de efeitos Tony Gardner através de sua empresa Alterian, Inc.

## Lançamento e recepção

### Bilheteria
Seed of Chucky abriu em quarto lugar nos cinemas americanos com US$ 8.774.520 arrecadados entre os dias 12 e 14 de novembro de 2004. Quando o filme encerrou seu circuito nos cinemas em 23 de dezembro de 2004, o faturamento doméstico tinha alcançado US$ 17.083.732 e US$ 24.829.644 em todo o mundo nas bilheterias.

### Recepção crítica
No site agregador de resenhas Rotten Tomatoes o filme tem uma taxa de aprovação de 33% com base em 76 críticas, com uma média ponderada de 4,46/10; o consenso crítico diz: "Deve-se ao moderado sucesso de Seed of Chucky o crédito por retomar a popularidade da franquia 'Chucky', apesar das piadas do filme não serem tão engraçadas ou divertidas". No Metacritic o filme tem uma pontuação média de 46/100, indicando "avaliações geralmente mistas". As audiências pesquisadas pelo CinemaScore deram ao filme uma nota média de "C+" em uma escala que varia de A+ a F.
Roger Ebert deu ao filme duas estrelas de quatro dizendo: "Seed of Chucky possui dois lados: um miserável, o outro engraçado".

## Prêmios e indicações
| Cerimônia                    | Categoria                                        | Recipiente       | Resultado                   |
| ---------------------------- | ------------------------------------------------ | ---------------- | --------------------------- |
| Fangoria Chainsaw Awards     | Melhor atriz                                     | Jennifer Tilly   | Indicado[carece de fontes?] |
| Fangoria Chainsaw Awards     | Melhor trilha sonora                             | Pino Donaggio    | Indicado[carece de fontes?] |
| MTV Movie Awards             | Melhor performance assustada                     | Jennifer Tilly   | Indicado[carece de fontes?] |
| Festival de Cinema de Sitges | Melhor filme                                     | Don Mancini      | Indicado[carece de fontes?] |
| World Stunt Awards           | Melhor atuação como dublê                        | Heather Phillips | Indicado[carece de fontes?] |
| World Stunt Awards           | Melhor atuação de uma personagem feminina maluca | Heather Phillips | Indicado[carece de fontes?] |

## Sequências
Seed of Chucky foi o último filme de continuidade original da série Child's Play a ser lançado nos cinemas, sendo seguido por duas sequências lançadas diretamente em vídeo: A Maldição de Chucky em 2013 e Cult of Chucky em 2017.
Em 2019, um novo filme da série "Chucky" chamado Child's Play foi lançado nos cinemas, mas não se trata de uma continuação e sim de um remake do filme original de 1988.